# Barbara Adams
Barbara Adams, née le 18 août 1962, est une physiothérapeute et femme politique canadienne, députée et vice-présidente du caucus progressiste-conservateur à l'Assemblée législative de la Nouvelle-Écosse.
Aux élections de 2017, elle défait la libérale Joyce Treen dans la circonscription de Cole Harbour-Eastern Passage. Aux élections de 2021, elle est réélue dans Eastern Passage (en).
Nommée ministre des Aînés et des Soins de longue durée dans le gouvernement de Tim Houston en 2021, elle se voit également attribuer le portefeuille de la Justice et devient procureure générale en 2024. 

## Biographie
Barbara Adams est diplômée de la Dartmouth High School (en) et, en 1980, de l'Université Dalhousie, avec une licence en physiothérapie.
Elle a exercé la physiothérapie dans sa clinique à Cole Harbour.